# Антуан Квіссар
Антуан Квіссар (фр. Antoine Cuissard, 19 липня 1924, Сент-Етьєн — 3 листопада 1997, Сен-Бріє) — французький футболіст, що грав на позиції півзахисника, зокрема, за клуб «Сент-Етьєн», а також національну збірну Франції. По завершенні ігрової кар'єри — тренер.

## Клубна кар'єра
У футболі дебютував 1944 року виступами за команду «Сент-Етьєн», в якій провів два сезони, взявши участь у 31 матчі чемпіонату. 
Протягом 1946—1947 років захищав кольори команди «Лор'ян».
Своєю грою за останню команду знову привернув увагу представників тренерського штабу клубу «Сент-Етьєн», до складу якого повернувся 1947 року. Цього разу відіграв за команду із Сент-Етьєна наступні п'ять сезонів своєї ігрової кар'єри. Більшість часу, проведеного у складі «Сент-Етьєна», був основним гравцем команди.
Згодом з 1952 по 1959 рік грав у складі команд «Канн», «Ніцца» та «Ренн».
Завершив професійну ігрову кар'єру у клубі «Лор'ян», у складі якого вже виступав раніше. Прийшов до команди 1959 року, захищав її кольори до припинення виступів на професійному рівні у 1960.

## Виступи за збірну
1946 року дебютував в офіційних матчах у складі національної збірної Франції. Протягом кар'єри у національній команді провів у її формі 27 матчів, забивши 1 гол.
Був присутній в заявці збірної на чемпіонаті світу 1954 року у Швейцарії, але на поле не виходив. 

## Кар'єра тренера
Розпочав тренерську кар'єру, ще продовжуючи грати на полі, 1959 року, очоливши тренерський штаб клубу «Лор'ян».
1961 року став головним тренером команди «Ренн», тренував команду з Ренна три роки.
Згодом протягом 1967–1979 років очолював тренерський штаб клубу «Лор'ян».
1971 року прийняв пропозицію попрацювати у клубі «Аяччо». Залишив команду з Аяччо 1972 року.
Протягом тренерської кар'єри також очолював швейцарську команду «Веве».
Останнім місцем тренерської роботи був клуб «Ренн», головним тренером команди якого Антуан Квіссар був з 1974 по 1976 рік.
Помер 3 листопада 1997 року на 74-му році життя у місті Сен-Бріє.

## Титули і досягнення
- Володар кубка Франції (1):

«Ніцца»: 1954